# 織田信節
織田 信節（おだ のぶとき）は、江戸時代中期から後期にかけての旗本。通称は甚助、図書。官位は従五位下・信濃守。

## 生涯
旗本・水上興正の六男として誕生した。旗本・織田信方の婿養子となる。
明和5年（1768年）4月9日、10代将軍・徳川家治に御目見する。安永2年（1773年）5月7日、小納戸に登用される。同年12月16日、布衣を許される。弓矢を得意として、騎射などで褒美を賜る。安永7年（1778年）8月6日、養父・信方の死去により、家督を相続する。天明8年（1788年）3月21日、解任され寄合に所属する。
文化2年（1805年）1月11日、使番に登用される。文化8年（1811年）6月24日、仙洞付に転任する。文化11年（1814年）5月9日、持筒頭に転任する。文化12年（1815年）8月12日、普請奉行に転任する。文政2年（1819年）10月8日、作事奉行に転任する。文政5年（1822年）6月13日、大目付に転任する。天保2年（1831年）12月24日、留守居に転任する。
天保4年（1833年）9月6日、死去。享年87。

## 系譜
子女は4男4女。
- 父：水上興正
- 母：不詳
- 養父：織田信方
- 正室：織田信方の次女
- 生母不明の子女
  - 長男：織田信由